# 大安彝族纳西族乡
大安彝族纳西族乡是中华人民共和国云南省丽江市永胜县下辖的一个民族乡。

## 行政区划
大安彝族纳西族乡下辖以下村级行政区划单位：
大安村、水坪村、宝坪村、永乐村、光美村、梓里村、永安村和培元村。